# جاك رينولدز (مقدم برامج إذاعية)
جاك رينولدز (بالإنجليزية: Jack Reynolds)‏ هو مقدم برامج إذاعية أمريكي، ولد في 1937 في كليفلاند في الولايات المتحدة، وتوفي في 16 أكتوبر 2008.